# Mindestluftwechsel
Unter Mindestluftwechsel versteht man im Allgemeinen den Austausch der Luft in Räumen und Gebäuden zur Sicherstellung der raumklimatischen Erfordernisse hinsichtlich Lufthygiene und Feuchteschutz. Durch den Luftwechsel werden Stoffkonzentrationen und Feuchtewerte in den Räumen begrenzt.
Ist die Luftfeuchte hoch, so erhöht sich auch der Feuchtegehalt des Baukörpers. Infolgedessen sinkt der Dämmwert von Wänden und Decken und die Gefahr der Schimmelbildung steigt. Auch gelagerte Waren können durch erhöhte Luftfeuchtigkeitswerte beeinträchtigt werden. Der erforderliche Mindestluftwechsel richtet sich nach Feuchtelasten durch Personen, Tiere, Pflanzen und gegebenenfalls vorhandene technische Anlagen. Unter Umständen ist auch die Wärmelast von Maschinen, Beleuchtung und Personen abzuführen, um die Raumtemperatur zu limitieren.
Um die CO2-Konzentration der Raumluft zu begrenzen, wird bei normaler Tätigkeit ein Luftwechsel von 25 m3/h pro Person vorgesehen.

## Rechtliche Situation in Deutschland
In Deutschland unterscheidet man in der Gebäudetechnik:
- den hygienischen Mindestluftwechsel, der nach Gebäudeenergiegesetz (GEG) gefordert und in der DIN 1946-6 konkretisiert wird, und
- den Luftwechsel, der je nach Gebäude in Abhängigkeit von Nutzung und auftretenden Stoffen festgelegt wird. Dieser findet zumeist in Nicht-Wohngebäuden Anwendung.

### Hygienischer Mindestluftwechsel
Ein hygienischer Mindestluftwechsel wird im GEG gefordert und in der DIN 1946-6 genauer definiert. Der hygienische Mindestluftwechsel wird insbesondere für Aufenthaltsräume gefordert, um die Konzentration von Stoffen wie CO2, Luftfeuchtigkeit, flüchtige Organische Stoffe (VOC) und Gerüche in der Raumluft gering zu halten. Dabei variieren die auftretenden Stoffe je nach Nutzungsverhalten, Aktivität und Ausstattung des jeweiligen Raums.

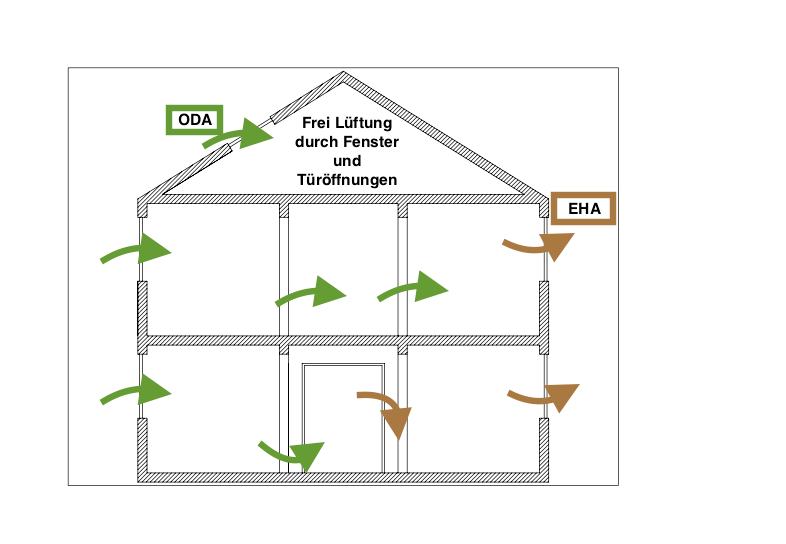
Frei Lüftung durch Fenster und Türöffnungen

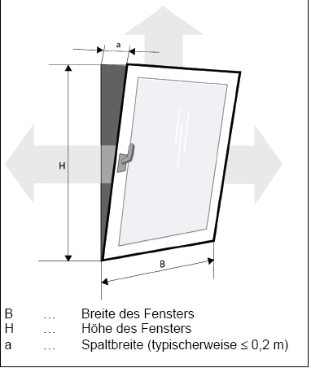
Maße am gekippten Fenster

### Mindestluftwechsel in Nicht-Wohngebäuden
Der Mindestluftwechsel außerhalb von Wohnräumen wird nicht im GEG geregelt, sondern etwa in Versammlungsstätten- oder Arbeitsstättenverordnungen. Bei Versammlungsstätten wird der Mindestluftwechsel in Abhängigkeit von der Besucherzahl festgelegt. Bei Arbeitsstätten hängt er zusätzlich zu den technisch oder von Personen eingetragenen Stofflasten, auch von der Art der ausgeführten Arbeiten ab.
Insbesondere ist die Konzentration an CO2, flüchtige Organische Stoffe, Formaldehyden, Feinstaub oder Fasern unter den Grenzwerten zu halten.

### Realisierung des Mindestluftwechsels

#### Freie Lüftung
Die freie Lüftung kommt ohne Gebläse aus. Während traditionell alle Gebäude so belüftet wurden, setzte sich zunächst in Hochhäusern und größeren kommerziell genutzten Gebäuden die maschinelle Lüftung durch.
Bei einer freien Lüftung muss in der Regel die Luftmenge manuell geregelt werden und es ist nur sehr begrenzt möglich, Einfluss auf den Zustand der Luft zu nehmen.
Die Außenluft sollte nicht überdurchschnittlich stark verschmutzt sein, da eine effektive Filterung der Zuluft ohne Energieeinsatz nicht möglich ist. Auch die Dämpfung von Schallemissionen des Außenraums ist nur mit erhöhtem baulichen Aufwand möglich, etwa durch Verwendung einer Schachtlüftung statt einfacher Querlüftung. Innenliegende Bäder und andere fensterlose Räume mit erhöhtem Feuchteanfall sind ebenfalls oft nur durch eine Schachtlüftung ausreichend zu belüften.
Die freie Lüftung setzt sich unter anderem zusammen aus
- dem Infiltrationsvolumenstrom aufgrund von Undichtigkeiten in der Gebäudehülle (Fugenlüftung; die Infiltration erhöht sich, wenn ein Kamin oder eine Dunstabzugshaube genutzt wird),
- dem Luftstrom durch Lüftungsöffnungen in der Fassade oder Lüftungsschächte, der meist durch Klappen, Lamellen oder Schieber geregelt werden kann, sowie
- dem Luftstrom durch weites Öffnen (Stoßlüftung, Querlüftung) oder Ankippen von Fenstern und Türen (Spaltlüftung).

Von Nachteil ist, dass die Luftwechselrate bei freier Lüftung von verschiedenen Faktoren, wie insbesondere den saisonal und tageszeitlich variierenden Temperaturunterschieden zwischen Innen und Außen sowie von Windgeschwindigkeit und -richtung abhängt. Je nach Außenklima und Lüftungsbedarf muss die Luftmenge darum also immer wieder manuell angepasst werden.

#### Maschinelle Lüftung
Nach GEG-Standard werden Gebäude so luftdicht gebaut, dass die natürliche Infiltration zu gering ist, um den Mindestluftwechsel zu gewährleisten.
Auch bei größeren Objekten reicht aus baulichen oder energetischen Gründen eine freie Lüftung meist nicht aus, da diese die Raumluftqualität nur begrenzt beeinflussen kann. Es wird dann eine maschinelle Lüftung eingesetzt, um die Raumluftqualität nutzerunabhängig zu gewährleisten.

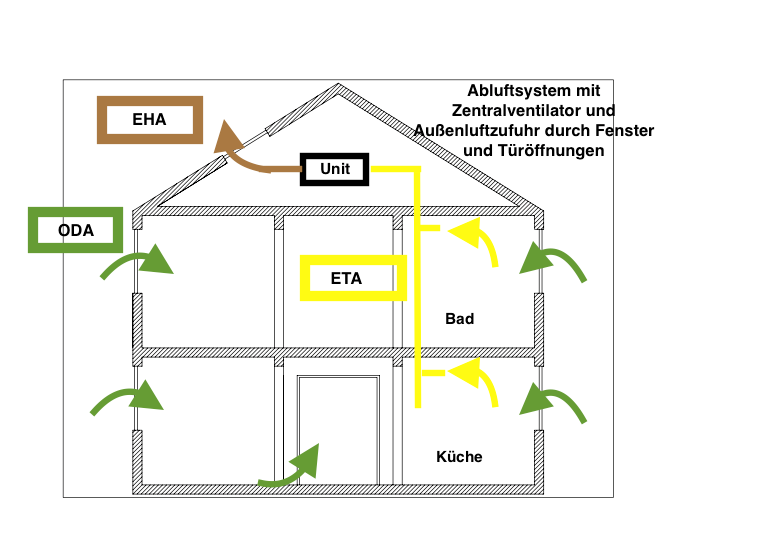
Abluftsystem mit Zentralventilator und Außenluftzufuhr durch Fenster und Türöffnungen

#### Wohngebäude
In Wohngebäuden teilt man die Lüftung nach DIN 1946-6 in verschiedene Stufen ein:
Lüftung zum Feuchteschutz (LF)
Dies ist der mindesterforderliche Luftwechsel, um Feuchtigkeitsschäden im Gebäude zu verhindern. Dieser muss dauerhaft und nutzerunabhängig gewährleistet sein. Zumeist wird die Lüftung zum Feuchteschutz durch den Infiltrationsvolumenstrom, also durch den Volumenstrom durch Undichtigkeiten in der Gebäudehülle, sichergestellt. Ist dies nicht der Fall, so ist eine maschinelle Lüftung erforderlich.
Reduzierte Lüftung (RL)
Die Reduzierte Lüftung ist die notwendige Lüftung, um die hygienischen Bedingungen, d. h. CO2-Konzentration und den Feuchtegehalt im Raum, unter üblichen Nutzungsbedingungen bei teilweise reduzierten Feuchte- und Stofflasten nutzerunabhängig zu gewährleisten.
Nennlüftung (NL)
Notwendige Lüftung zur Gewährleistung der hygienischen Anforderungen sowie des Bautenschutzes. Die Nennlüftung wird während des Normalbetriebs, also der Anwesenheit der Nutzer gefordert, eine teilweise durch den Nutzer durchgeführte Fensterlüftung wird vorausgesetzt.
Intensivlüftung (IL)
Die Intensivlüftung ist eine Lüftung, die zeitweilig einen erhöhten Volumenstrom zur Verfügung stellt; sie wird zum Abbau von Lastspitzen im Raum benötigt.

#### Nicht-Wohngebäude
Die Anforderungen an eine Lüftungsanlage in Nicht-Wohngebäuden bzw. in Arbeitsstätten wird in der Arbeitsstättenrichtlinie dargestellt. In der ASR 3.6 wird die freie Lüftung dabei in zwei unterschiedliche Systeme unterteilt:
System I
System I beschreibt eine einseitige Lüftung mit Zu- und Abluftöffnungen in einer Außenwand, wobei eine gemeinsame Öffnung für Zu- und Abluft zulässig ist. Dies beschreibt die einfachste Form der freien Lüftung, zumeist die Fensterlüftung. Der große Vorteil ist, dass die Lüftung von den Nutzern selbst bestimmt werden kann.
System II
System II beschreibt eine Querlüftung mit Öffnungen in gegenüberliegenden Außenwänden oder in einer Außenwand und der Dachfläche.
Welcher der beiden System-Typen vorliegt, unterscheidet sich von Gebäude zu Gebäude, es ist allerdings immer darauf zu achten, dass die notwendigen Öffnungsflächen zum Luftwechsel gewährleistet sind. Bei der Auslegung von Fenstern als Öffnungsflächen ist das Augenmerk insbesondere auf den Kippwinkel zu legen. Nutzt man Fenster zu einer Kontinuierlichen Lüftung, so legt man zu Grunde, dass diese auf „Kipp“ geöffnet sind, die Öffnungsfläche setzt sich dabei wie folgt zusammen.
{\displaystyle A_{\text{kipp}}=a\cdot (B+H)}
Bei einer Stoßlüftung geht man davon aus, dass der Nutzer das Fenster vollständig öffnet; somit wird die volle Fensterfläche als Öffnungsfläche angesehen:
{\displaystyle A_{\text{Stoß}}=B\cdot H}
Kann die Mindestöffnungsfläche zur Kontinuierlichen Lüftung nicht erreicht werden, so wird eine maschinelle Lüftung notwendig.

### Tabelle Luftwechselrate und Mindestluftvolumenstrom pro Person in Räumen und Gebäuden
| Raum/Gebäude                                    | Luftwechselrate 1 [1/h] | Luftwechselrate 1 [1/h] | Mindestluftvolumenstrom pro Person 2 in [m3/(h·Person)] | Technisches Regelwerk 3                  |
|                                                 | Min                     | Max                     | Mindestluftvolumenstrom pro Person 2 in [m3/(h·Person)] | Technisches Regelwerk 3                  |
| ----------------------------------------------- | ----------------------- | ----------------------- | ------------------------------------------------------- | ---------------------------------------- |
| Wohngebäude / Wohnräume                         | 0,5                     | 3,6                     |                                                         | DIN 13779 (nicht mehr gültig) / EN 12831 |
| Wohngebäude mit maschineller Be- und Entlüftung | >1                      |                         |                                                         | DIN 13779 (nicht mehr gültig) / EN 12831 |
| Wohngebäude >3 Stockwerke                       | >2                      |                         |                                                         | DIN 13779 (s. o.) / EN 12831             |
| Küchen                                          | 1,5                     |                         |                                                         | DIN 13779 (s. o.) / EN 12831             |
| Badezimmer                                      | 1,5                     |                         |                                                         | DIN 13779 (s. o.) / EN 12831             |
|                                                 |                         |                         |                                                         |                                          |
| Hörsäle                                         |                         | 6-8                     |                                                         | DIN EN 16798 Teil 3 ASR 3.6              |
| Klassenzimmer                                   | 2                       |                         |                                                         | DIN EN 16798 Teil 3 ASR 3.6              |
| Büros                                           | 1                       | 4-8                     |                                                         | DIN EN 16798 Teil 3 ASR 3.6              |
|                                                 |                         |                         |                                                         |                                          |
| Kino                                            |                         | 5–8                     |                                                         | VDI 2082                                 |
| Gaststätten                                     |                         | 4–8                     | 40–60                                                   | VDI 2082                                 |
| Verkaufsräume                                   |                         | 4–8                     |                                                         | VDI 2082                                 |
| Turnhallen                                      |                         | 4–6                     |                                                         |                                          |
| Werkstätten                                     | 4–6                     | 10–20                   | reckn                                                   | VDI 2082                                 |
|                                                 |                         |                         |                                                         |                                          |
| Gewerbliche Küchen                              |                         | 15–30                   | 6–60                                                    | VDI 2052                                 |
| Fisch- und Fleischvorbereitung                  |                         |                         | 25                                                      | VDI 2052                                 |
| Gemüse- und Salatvorbereitung                   |                         |                         | 25                                                      | VDI 2052                                 |
| Kalte Küche                                     |                         |                         | 6–10                                                    | VDI 2052                                 |
| Lagerung                                        |                         |                         | 6 m³/(h·m²)                                             | VDI 2052                                 |
| Verteilräume                                    |                         |                         | 60                                                      | VDI 2052                                 |
|                                                 |                         |                         |                                                         |                                          |
| Schwimmhalle                                    |                         |                         |                                                         | VDI 2089                                 |
| Eingang                                         |                         |                         |                                                         | VDI 2089                                 |
| Duschen / Sanitäranlagen                        |                         | 15–25                   |                                                         | VDI 2089                                 |
|                                                 |                         |                         |                                                         |                                          |
| Labor                                           | 2–5                     | 8–15                    |                                                         | VDI 2051                                 |
| Chemikalienräume                                |                         | 5                       |                                                         | VDI 2051                                 |
| Druckgasflaschenräume                           |                         | 2                       |                                                         | VDI 2051                                 |
|                                                 |                         |                         |                                                         |                                          |
| Krankenhaus                                     |                         | 5–8                     |                                                         | DIN 1946- 4                              |
| OP                                              | -                       | -                       |                                                         | DIN 1946- 4                              |
| OP mit Gasanwendung                             |                         |                         | 40+ 150 je Patient                                      | DIN 1946- 4                              |
| Angrenzende Räume                               |                         |                         | 40                                                      | DIN 1946- 4                              |
| Patientenzimmer                                 |                         |                         | 40 je Person                                            | DIN 1946- 4                              |
|                                                 |                         |                         |                                                         |                                          |
|                                                 |                         |                         |                                                         |                                          |
| Eissportanlage mit Zuschauern / Mehrzweckhalle  |                         | 4–6                     | 30–40                                                   | VDI 2075                                 |
| Eissporthalle ohne Zuschauer                    | 1,5                     |                         | 30–40                                                   | VDI 2075                                 |
| Duschen                                         |                         | 15–25                   |                                                         | VDI 2075                                 |
| Aufenthaltsräume / Versammlungsräume            |                         |                         |                                                         | VDI 2075                                 |
| Umkleiden                                       |                         | 6–8                     | 50                                                      | VDI 2075                                 |
| Konditionsräume                                 |                         | 4–6                     |                                                         | VDI 2075                                 |
| Pistenbar                                       |                         |                         | 50                                                      | VDI 2075                                 |
| Gastronomie                                     |                         |                         | 50                                                      | VDI 2075                                 |

### Berechnungsbeispiel
Um die oben aufgeführten theoretischen Grundlagen nun einmal mit Zahlenwerten zu stützen, soll die folgende Berechnung angenommen werden:
In einer Gaststätte mit Speiseraum soll der Mindestluftwechsel erreicht werden. Das Gebäude hat eine Grundfläche von 160 m2 (T = 8 m und L = 20 m) und eine lichte Raumhöhe von 3 m. Es wird angenommen, dass sich maximal 120 Personen in der Gaststätte aufhalten. Ein besonderes Augenmerk soll dabei auf die Raumluftqualität gelegt werden, sodass die maximale CO2-Konzentration bei 1000 ppm liegt.

#### Berechnungsverfahren 1: CO2-Bilanz nach ASR A3.6 und der daraus resultierende Außenluftvolumenstrom
Um eine gute Raumluftqualität zu gewährleisten, muss die CO2-Konzentration in der Raumluft geringgehalten werden. Nach ASR A3.6 liegt die Obergrenze bei 1000 ppm.
Erstellt man auf der Grundlage dieser Vorschrift eine CO2-Bilanz unter der Annahme, dass jede Person 15 l/h CO2 in den Raum einträgt und die zugeführte Außenluft (SUP) eine CO2-Konzentration von 400 ppm (gemittelter Wert für die Außenluft in deutschen Städten) enthält, ergibt sich folgende Bilanz:
{\displaystyle C_{\text{CO2-Ausstoß pro Person}}\cdot n_{\text{Personenanzahl}}+{\dot {V}}_{\text{Zuluft}}\cdot C_{\text{CO2 Außen}}={\dot {V}}_{\text{Abluft}}\cdot 1000\,\mathrm {ppm} }
{\displaystyle {\dot {V}}_{\text{Zuluft}}={\dot {V}}_{\text{Abluft}}}
{\displaystyle {\dot {V}}_{\text{Abluft}}={\frac {15\,\mathrm {l/(h\cdot Person)} \cdot 10^{-3}\cdot 120\,{\text{Personen}}}{(1000-400)\cdot 10^{-6}}}}
{\displaystyle {\dot {V}}_{\text{Abluft}}=3000\,\mathrm {m^{3}/h} }

#### Berechnungsverfahren 2: Außenluftvolumenstrom nach DIN EN 13779
Um die Forderung von {\displaystyle C_{CO_{2}}}≤1000ppm einzuhalten, ist nach DIN EN 13779 Tab. A.10 die Raumluftqualität nach Kategorie IDA 3 anzusetzen, Tab. A.11 entspricht die Kategorie einem Außenluftvolumenstrom von 6 l/s·Person,
und damit ergibt sich nach DIN EN 13779 folgender Volumenstrom
{\displaystyle {\dot {V}}_{IDA3}=n_{\text{Personen}}\cdot {\dot {V}}_{\text{Abluft pro Person}}}
{\displaystyle {\dot {V}}_{IDA3}=120\,{\text{Personen}}\cdot 6\,\mathrm {l/(s\cdot Person)} \cdot 3{,}6\,\mathrm {(m^{3}\cdot s)/(l\cdot h)} }
{\displaystyle {\dot {V}}_{IDA3}=2592\,\mathrm {m^{3}/h} }

#### Berechnungsverfahren 3: Außenluftvolumenstrom nach DIN EN 13779 Vorgänger DIN 1946-2
Nach dem hin und wieder zitierten Vorgänger der DIN EN 13779, der DIN 1946-2, wird der Außenluftvolumenstrom mit 40 m3/h pro Person angenommen. Daraus resultiert folgender Volumenstrom
{\displaystyle {\dot {V}}=n_{\text{Personen}}\cdot {\dot {V}}_{\text{pro Person}}\,\mathrm {m^{3}/(h\cdot Personen)} }
{\displaystyle {\dot {V}}=120\,{\text{Personen}}\cdot 40\,\mathrm {m^{3}/(h\cdot Person)} }
{\displaystyle {\dot {V}}=4800\,\mathrm {m^{3}/h} }

#### Berechnungsverfahren 4: Außenluftvolumenstrom mit Hilfe von Luftwechselraten aus Erfahrungswerten
In diverser Literatur findet man Erfahrungswerte aus der Praxis. Bei diesen Werten wird das Raumvolumen anhand seiner Nutzung mit einem bestimmten Luftaustausch beaufschlagt. Der sogenannten Luftwechselrate LWR, das Produkt aus Raumvolumen und Luftwechselrate, ergibt den benötigten Volumenstrom. Der Wert für die Gaststätte bzw. deren Speisesäle beträgt 8 1/h, und damit ergibt sich folgender Außenluftvolumenstrom:
{\displaystyle {\dot {V}}=LWR\cdot V_{\text{Raum}}}
{\displaystyle {\dot {V}}=8\,\mathrm {1/h\cdot 480m^{3}} }
{\displaystyle {\dot {V}}=3840\,\mathrm {m^{3}/h} }

#### Vergleich der Berechnungsverfahren

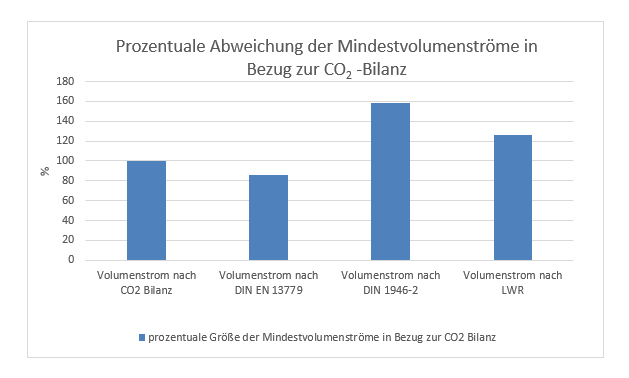
Prozentuale Abweichung der Mindestvolumenströme in Bezug zur CO_{2}-Bilanz

### Entscheidung, freie Lüftung oder maschinelle Lüftung?
Nimmt man nun den nach ASR 3.6 berechneten Außenluftvolumenstrom von {\displaystyle 3000\,\mathrm {m^{3}/h} }  an und eine Raumgeometrie von (T = 8 m und L = 20 m) bei gegenüberliegenden Fenstern an, so ist nach ASR 3.6 Tab.3 zunächst einmal eine freie Lüftung zulässig. Nimmt man Standardfenster der Größe B = 1 m und H = 1,2 m bei einem Öffnungsspalt von a = 11 cm an und berechnet daraus die notwendige Anzahl an Fenstern:
{\displaystyle A_{\text{Notwendig}}=n_{\text{Personen}}\cdot 0{,}2\,\mathrm {m} ^{2}}
{\displaystyle A_{\text{Notwendig}}=120\cdot 0{,}2\,\mathrm {m} ^{2}}
{\displaystyle A_{\text{Notwendig}}=24\,\mathrm {m} ^{2}}
{\displaystyle A_{\text{kipp}}=a\cdot (B+H)}
{\displaystyle A_{\text{kipp}}=0{,}11\,\mathrm {m\cdot (1\,m+1{,}2\,m)} }
{\displaystyle A_{\text{kipp}}=0{,}242m^{2}}
{\displaystyle n_{\text{Fenster}}={\frac {A_{\text{Notwendig}}}{A_{\text{Fenster}}}}}
{\displaystyle n_{\text{Fenster}}=\mathrm {\frac {24m^{2}}{0{,}242m^{2}}} }
{\displaystyle n_{\text{Fenster}}=99{,}2\thickapprox 100\,{\text{Fenster}}}
Selbst wenn man die Größe der Fenster deutlich erhöht:
Bsp. {\displaystyle (B=5\,{\text{m}},H=2\,{\text{m}}{\text{ und }}a=20\,{\text{cm}})}
{\displaystyle A_{\text{Fenster}}=\mathrm {0{,}2\,m\cdot (2m+5m)} =1{,}4\,\mathrm {m} ^{2}}
{\displaystyle A_{\text{Notwendig}}=\mathrm {0{,}2\,m\cdot (2\,m+5\,m)} }
{\displaystyle A_{\text{Notwendig}}=1{,}4\,\mathrm {m} ^{2}}
{\displaystyle n_{\text{Fenster}}=\mathrm {\frac {120\cdot 0{,}2\,m^{2}}{0{,}2m\cdot (5\,m+2\,m)}} }
{\displaystyle n_{\text{Fenster}}=17{,}2\thickapprox 18\,{\text{Fenster}}}
Plausibilität:
Bei der vorgefundenen Raumgeometrie und der Anordnung der Fenster ist eine freie Lüftung nicht umsetzbar und eine maschinelle Lüftung notwendig.